# Albert Wigand
Pour les articles homonymes, voir Wigand.
Julius Wilhelm Albert Wigand est un botaniste allemand, né le 21 avril 1821 à Treysa, aujourd'hui Schwalmstadt et mort le 22 octobre 1886 à Marbourg.

## Biographie
Ce professeur de l’université de Marbourg est un opposant farouche aux thèses développées par Charles Darwin (1809-1882). Il est notamment l’auteur de : Lehrbuch der Pharmakonosie (1863) et Der Darwinismus und die Naturforschung Newtons und Cuviers (trois volumes, 1874 à 1877).